# Rigsarkivet, Odense
Rigsarkivet, Odense, indtil 1. oktober 2014 Landsarkivet for Fyn er en af fem lokalafdelinger under Rigsarkivet (tidligere kaldet Statens Arkiver). Arkivets adresse er Jernbanegade 36 i Odense.

## Oprettelse
Rigsarkivet, Odense ligger i Odense Slots køkkenhave, og arkivet i de ældste arkivbygninger åbnede den 1. november 1893.
Det var resultatet af Danmarks første arkivlov, der blev vedtaget den 30. marts 1889 af Rigsdagen, og som følge af den skulle der oprettes tre landsarkiver i provinsen. Landsarkiverne i Viborg, Odense og København blev oprettet som underafdelinger af Rigsarkivet. Landsarkivet i Åbenrå kom til i 1931.

## Arkivets bygninger
De ældste arkivbygninger fra 1893 er tegnet af arkitekt Martin Borch, og de indeholder magasiner, der kan rumme ca. 2000 hyldekilometer dokumenter, og en læsesal.
I 1993 blev der sat gang i et længe tiltrængt nybyggeri. Et stort fjernmagasin i Islandsgade var taget i brug, og 1. marts 1995 kunne en pendantbygning til det gamle magasin i Jernbanegade indvies.

## Samlinger
Rigsarkivet i Odense indsamler og opbevarer primært arkivalier fra lokale statslige myndigheder (fx politi, domstole og kirkelige myndigheder) i det fynske område, men samlingerne rummer også afleveringer fra andre fra de fynske godser og fra private personer.